# True Norwegian Black Metal - Live in Grieghallen
True Norwegian Black Metal è il primo album live del gruppo black metal norvegese Gorgoroth, pubblicato il 23 giugno 2008 da Regain Records. Il disco è stato registrato in studio al Grieghallen Lydstudio di Bergen e al Threeman Recordings di Stoccolma. La maggior parte del disco fu registrata prima che il bassista King ov Hell e il cantante Gaahl lanciassero la causa per il possesso del copyright sul dominio Gorgoroth. Le parti di basso, originariamente registrate da Ov Hell, furono in seguito registrate nuovamente da Infernus.

## Tracce
1. Bergtrollets Hevn – 3:16
2. Destroyer – 2:50
3. The Rite of Infernal Invocation – 3:37
4. Force of Satan Storms – 4:34
5. Possessed (by Satan) – 5:07
6. Unchain my Heart!! – 4:28
7. Profetens Åpenbaring – 4:21
8. Revelation of Doom – 3:00

## Formazione
- Gaahl - voce
- Infernus - chitarra, basso
- Teloch - chitarra
- Garghuf - batteria

### Crediti[4]
- Nico Elgstrand - ingegneria del suono, missaggio
- Mats Lindfors - mastering